# FEB Eredivisie 2005-06
Het Eredivisie (basketbal)-seizoen 2005–06 was het 55e seizoen van de Nederlandse basketbaleredivisie. Hierin wordt gestreden om het 59e Nederlands kampioenschap basketbal. EiffelTowers Den Bosch won haar 13e kampioenschap door met 4–3 van MPC Capitals uit Groningen te winnen in de Finale.

## Teams
| Club                   | Plaats           | Stadion                   |
| ---------------------- | ---------------- | ------------------------- |
| BC Omniworld Almere    | Almere           | Topsportcentrum Almere    |
| Matrixx Magixx         | Nijmegen         | De Horstacker             |
| Upstairs Weert         | Weert            | Sporthal Boshoven         |
| MPC Capitals           | Groningen        | Martiniplaza              |
| EiffelTowers Den Bosch | 's-Hertogenbosch | Maaspoort                 |
| Polynorm Giants        | Bergen op Zoom   | De Boulevard              |
| Woon! Aris             | Leeuwarden       | Sporthal Kalverdijkje     |
| Landstede Basketbal    | Zwolle           | ZAC Center                |
| Demon Astronauts       | Amsterdam        | Sporthallen Zuid          |
| Rotterdam Basketbal    | Rotterdam        | Topsportcentrum Rotterdam |

## Regulier seizoen
| pos | club                       | gs | w  | v  | pnt | pv   | pt   | ds   |
| --- | -------------------------- | -- | -- | -- | --- | ---- | ---- | ---- |
| 1   | EiffelTowers Den Bosch     | 26 | 20 | 6  | 40  | 2098 | 2012 | +86  |
| 2   | Demon Astronauts Amsterdam | 26 | 17 | 9  | 34  | 2038 | 1841 | +197 |
| 3   | MPC Capitals               | 26 | 16 | 10 | 32  | 2016 | 1854 | +162 |
| 4   | Rotterdam Basketbal        | 26 | 16 | 10 | 32  | 2013 | 1934 | +79  |
| 5   | Landstede Basketbal        | 26 | 15 | 11 | 30  | 2007 | 1972 | +35  |
| 6   | Matrixx Magixx             | 26 | 12 | 14 | 24  | 2049 | 2189 | −140 |
| 7   | BC Omniworld Almere        | 26 | 11 | 15 | 22  | 1861 | 1912 | −51  |
| 8   | Upstairs Weert             | 26 | 11 | 15 | 22  | 2007 | 2034 | −27  |
| 9   | Polynorm Giants            | 26 | 7  | 19 | 14  | 1878 | 1972 | -94  |
| 10  | Woon! Aris                 | 26 | 5  | 21 | 10  | 2006 | 2253 | −247 |

| Kleur | Kwalificatie voor                         |
| ----- | ----------------------------------------- |
|       | Kwalificatie voor FEB play-offs 2005/2006 |

## Playoffs
| Landskampioen 2006                                |
| ------------------------------------------------- |
| EiffelTowers Den Bosch 's-Hertogenbosch 13e titel |

|  | Kwartfinale | Kwartfinale            | Kwartfinale         |              |                     | Halve finale           | Halve finale | Halve finale |  |  | Finale | Finale                 | Finale |
|  |             |                        |                     |              |                     |                        |              |              |  |  |        |                        |        |
|  | 1           | EiffelTowers Den Bosch | 2                   |              |                     |                        |              |              |  |  |        |                        |        |
|  | 8           | Upstairs Weert         | 1                   |              |                     |                        |              |              |  |  |        |                        |        |
|  | 8           | Upstairs Weert         | 1                   |              | 1                   | EiffelTowers Den Bosch | 3            |              |  |  |        |                        |        |
|  |             |                        |                     |              | 1                   | EiffelTowers Den Bosch | 3            |              |  |  |        |                        |        |
|  |             | 4                      | Rotterdam Basketbal | 1            |                     |                        |              |              |  |  |        |                        |        |
|  | 4           | 4                      | Rotterdam Basketbal | 1            | Rotterdam Basketbal | 2                      |              |              |  |  |        |                        |        |
|  | 4           |                        |                     |              | Rotterdam Basketbal | 2                      |              |              |  |  |        |                        |        |
|  | 5           | Landstede Basketbal    | 0                   |              |                     |                        |              |              |  |  |        |                        |        |
|  |             |                        |                     |              |                     |                        |              |              |  |  | 1      | EiffelTowers Den Bosch | 4      |
|  |             |                        | 3                   | MPC Capitals | 3                   |                        |              |              |  |  |        |                        |        |
|  | 2           | Demon Astronauts       | 2                   |              |                     |                        |              |              |  |  |        |                        |        |
|  | 7           | BC Omniworld Almere    | 0                   |              |                     |                        |              |              |  |  |        |                        |        |
|  | 7           | BC Omniworld Almere    | 0                   |              | 2                   | Demon Astronauts       | 1            |              |  |  |        |                        |        |
|  |             |                        |                     |              | 2                   | Demon Astronauts       | 1            |              |  |  |        |                        |        |
|  |             | 3                      | MPC Capitals        | 3            |                     |                        |              |              |  |  |        |                        |        |
|  | 3           | 3                      | MPC Capitals        | 3            | MPC Capitals        | 2                      |              |              |  |  |        |                        |        |
|  | 3           |                        |                     |              | MPC Capitals        | 2                      |              |              |  |  |        |                        |        |
|  | 6           | Matrixx Magixx         | 1                   |              |                     |                        |              |              |  |  |        |                        |        |

## Individuele prijzen
- Meest Waardevolle Speler:  Leon Rodgers (EiffelTowers Den Bosch)
- MVP Onder 23:  Arvin Slagter (Rotterdam Basketbal)
- Coach van het Jaar:  Erik Braal (Rotterdam Basketbal)
- Rookie of the Year:  Terry Sas (BC Omniworld Almere)
- Statistical Player of the Year:  Chris Woods (Upstairs Weert)
- All-Star Team:

 Darnell Hinson (Landstede Basketbal)
 Travis Young (MPC Capitals)
 Leon Rodgers (EiffelTowers Den Bosch)
 Chris Woods (Upstairs Weert)
 Travis Reed (MPC Capitals)
1960–1968 · 1968/69 · 1969–1977 · 1977/78 · 1978–2000 · 2000/01 · 2001/02 · 2002/03 · 2003/04 · 2004/05 · 2005/06 · 2006/07 · 2007/08 · 2008/09 · 2009/10 · 2010/11 · 2011/12 · 2012/13 · 2013/14 · 2014/15 · 2015/16 · 2016/17 · 2017/18 · 2018/19 · 2019/20 · 2020/21 · 2021/22